# James Pichette
 (mars 2010).
Si vous disposez d'ouvrages ou d'articles de référence ou si vous connaissez des sites web de qualité traitant du thème abordé ici, merci de compléter l'article en donnant les références utiles à sa vérifiabilité et en les liant à la section « Notes et références ».
James Pichette (1er août 1920 à Châteauroux - 2 août 1996 à Paris), frère du poète Henri Pichette, est un peintre français associé au courant de l'art informel.

## Biographie
Des suites de la guerre, qu'il fait au 41" G.R.D.I. en 1939-1940, il est contraint à un séjour prolongé en haute montagne savoyarde. C'est là, en 1942, qu'il commence à peindre des tableaux figuratifs. Il revient dans sa province natale et s'installe, en 1943, à Aigurande. Contacts avec la Résistance, il participe à des parachutages. Après la libération de Paris, il rentre dans la capitale.
En 1947, il expose pour la première fois au Salon des surindépendants. La même année, il part pour l'Italie et séjourne plusieurs mois à Rome. Il travaille dans les studios de Cinecittà, où il réalise ses premières œuvres abstraites. 
Il expose au Salon des réalités nouvelles en 1950.
Il obtient en 1952, une bourse d'études pour les Pays-Bas et devient pensionnaire de la Maison Descartes, à Amsterdam.
Le Salon d’octobre (1952-1953) de Charles Estienne mène l’offensive abstraite lyrique[Quoi ?] à laquelle à ses côtés participe aussi Huguette Arthur Bertrand.
Installé à New York en 1960, il se passionne pour le jazz, se lie d'amitié avec de grands musiciens de jazz. Puis, de retour en France, il collabore alors à différentes expériences de jazz-peinture dont le premier festival de free jazz qui se tient à Bobino en janvier 1967. 
Il réalise sa première œuvre monumentale à Vitry-sur-Seine, en 1971. 
En 1976, James Pichette enseigne à l'École nationale d'art décoratif, à Nice. Il expose régulièrement au Salon des grands et jeunes d'aujourd'hui et au Salon de mai. 
Le cercle fait son apparition en 1970. En 1985, c'est le début de l’« Espace jazzique », thème qui occupe longuement sa peinture.
James Pichette a également réalisé des céramiques, tapisseries, meubles et objets de décoration.

## Exposition
Galerie Karine Marquet, 27 av mac Mahon 75017 Paris